# Pennville (Indiana)
Pennville é uma cidade  localizada no estado americano de Indiana, no Condado de Jay.

## Demografia
Segundo o censo americano de 2000, a sua população era de 706 habitantes.
Em 2006, foi estimada uma população de 722, um aumento de 16 (2.3%).

## Geografia
De acordo com o United States Census Bureau tem uma área de
1,0 km², dos quais 1,0 km² cobertos por terra e 0,0 km² cobertos por água. Pennville localiza-se a aproximadamente 268 m acima do nível do mar.

## Localidades na vizinhança
O diagrama seguinte representa as localidades num raio de 16 km ao redor de Pennville.